# Koprivna (gmina Modriča)
Koprivna (cyr. Копривна) – wieś w Bośni i Hercegowinie, w Republice Serbskiej, w gminie Modriča. W 2013 roku liczyła 1151 mieszkańców.